# Rim-Sim I
Rim-Sim I (em acádio: 𒀭𒊑𒅎𒀭𒂗𒍪; romaniz.: Dri-im-Dsuen) foi um rei da cidade-estado Larsa de 1 758 até 1 699 a.C. e irmão de seu antecessor Uarade-Sim. Sua irmã Enanedu era a alta sacerdotisa do deus da lua em Ur. Rim-Sim I foi contemporâneo de Hamurabi da Babilônia e Irdanene de Uruque.

## Reinado

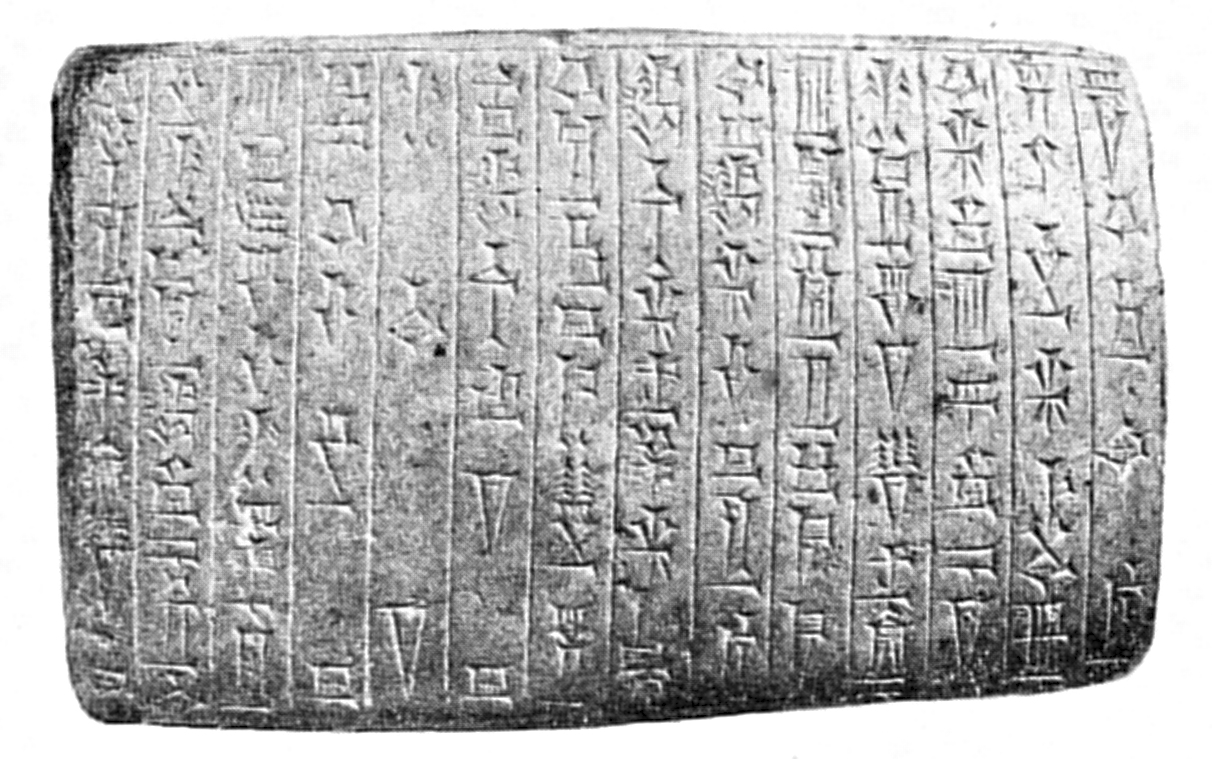
Tabuleta de Rim-Sim, rei de Larsa.

O reinado de Larsa de Rim-Sim começou por volta de 1 822 a.C. (na cronologia intermediária) quando ele sucedeu seu irmão, Uarade-Sim. Ele imediatamente começou a expandir Larsa atacando as cidades-estados vizinhas de Uruque, Isim e Babilônia. Em 1 808 a.C., a cidade era tão grande que outras cidades estavam preocupadas com seu crescimento. O rei de Isim, o governante de Uruque e o chefe da Babilônia fizeram campanha contra Rim-Sim. Ele os derrotou e ocupou Pi-Naratim (a foz do Tigre e do Eufrates) em 1 807 a.C., Zibenatum em 1 805 a.C., Bite-Susim e Uzarbara em 1 804 a.C. e Quisarra em 1 802 a.C.. Ele também destruiu Der naquele ano. Em 1 801 a.C. ele saqueou Uruque, poupando seus habitantes. Em 1 797 a.C., ele invadiu o território de Isim, conquistando finalmente a capital em 1 792 a.C.. Esta conquista foi tão importante para Rim-Sim que todos os anos o nome de seu governo era nomeado em anos após o saque de Isim.

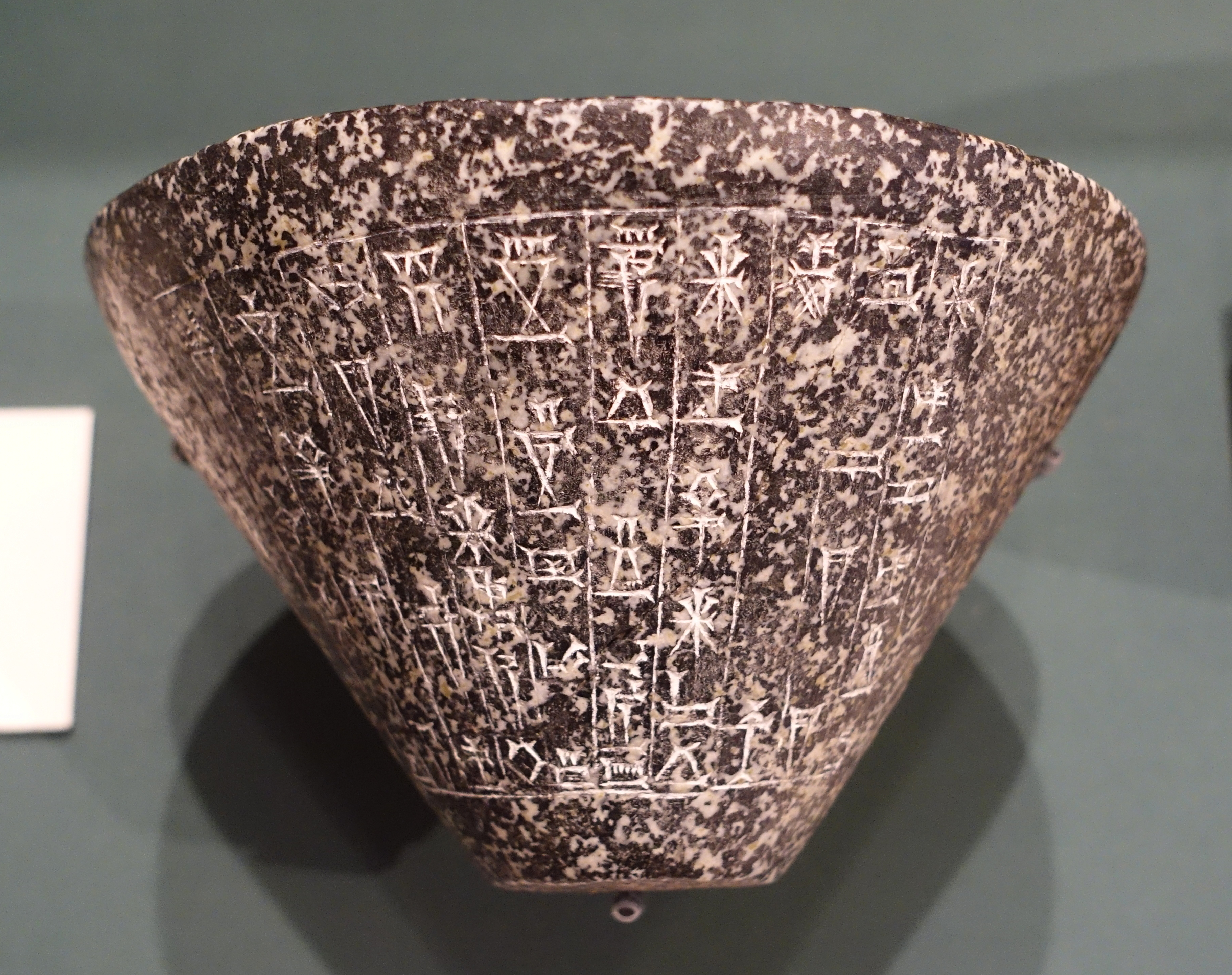
Tigela de pedra dedicada a Inana de Zabala, 1822- - Museu do Instituto Oriental, Universidade de Chicago.

Em 1 787 a.C., Hamurabi, o rei da Babilônia, atacou Isim e relata que o conquistou, mas isso é mais provavelmente um exagero de um ataque bem-sucedido. Em 1 764 a.C., Hamurabi se voltou contra Rim-Sim, que se recusou a apoiar Hamurabi em sua guerra contra Elão, apesar de ter prometido suas tropas. Hamurabi, com tropas de Mari, atacou Mascãxapir pela primeira vez na extremidade norte do reino de Rim-Sim. As forças de Hamurabi alcançaram Larsa rapidamente e, após um cerco de seis meses, a cidade caiu. Rim-Sim escapou da cidade, mas logo foi encontrado e feito prisioneiro e morreu depois disso.

## Associações
Alguns estudiosos associaram o bíblico Elasar com a cidade de Larsa, e assim identificando Arioque com Rim-Sim, o que pode ser mais provável, sendo que este rei possui um outro nome chamado Eriacu. Então, pode afirmar que Rim-Sim e Arioque têm apenas uma letra em comum, embora Larsa e Elasar tenham três.